# Радехів (станція)
Раде́хів — проміжна залізнична станція Львівської дирекції Львівської залізниці на лінії Ківерці — Підзамче між станціями Стоянів (15 км) та Сапіжанка (32 км). Розташована у місті Радехів Шептицького району Львівської області.

## Історія
Станція відкрита 18 жовтня 1909 року під час введення в експлуатацію залізничної лінії Підзамче — Стоянів.

## Пасажирське сполучення
На станції зупиняються приміські поїзди сполученням Львів — Стоянів та Ківерці — Радехів.
З січня 2019 року курсував за приміським тарифом прискорений поїзд Ківерці — Львів та зупинявся лише на станціях Луцьк, Радехів, Кам'янка-Бузька, Сапіжанка та Підзамче (нині скасований). Квитки на поїзд продавалися у приміських касах.
З 29 травня 2021 року на станції зупинявся денний регіональний поїзд «Прикарпатський експрес» (нині не в ходу).